# Wilhelm von Zahn
Georg Wilhelm von Zahn (* 19. März 1839 in Leipzig; † 13. Juni 1904 ebenda) war ein deutscher Mathematiker, Physiker und Pädagoge.

## Leben
Von Zahn studierte Physik und Mathematik bei Hermann Hankel an der Universität Leipzig. Er wurde Mitarbeiter von Gustav Theodor Fechner und stellte mit Nies Beobachtungen zum Binokularsehen an, die in der Arbeit Über einige Verhältnisse des binocularen Sehens (Fechner 1860) veröffentlicht wurden. Von Zahn wurde zum Dr. phil. promoviert. 1859/60 wurde er Ehrenmitglied der Burschenschaft Wartburg Leipzig.
Ab 1864 unterrichtete er an der Thomasschule zu Leipzig unter Friedrich August Eckstein. Er lehrte, wie auch sein Kollege Karl Heym, Mathematik und Physik (inklusive naturwissenschaftliche und astronomische Themen). 1876 unterbrach er seine Tätigkeit, um am Physikalischen Kabinett der Universität Rostock eine Assistenz anzunehmen. 1885 wurde er zum Gymnasialprofessor ernannt und übte ab 1889 das Amt des Konrektors unter Emil Jungmann aus. Er gehörte 1869 einer Kommission von drei Fachlehrern (mit Heinrich Richard Baltzer (Kreuzschule Dresden) und Wilibald Schmidt (Fürstenschule Grimma)) zur Begutachtung der Vorschrift Der mathematisch physikalische Unterricht nach dem Regulative für die sächsischen Gymnasien (Dresden, 1870) an. Er war Mitglied der Naturforschenden Gesellschaft zu Leipzig und seit 1869 der Physikalischen Gesellschaft zu Berlin.

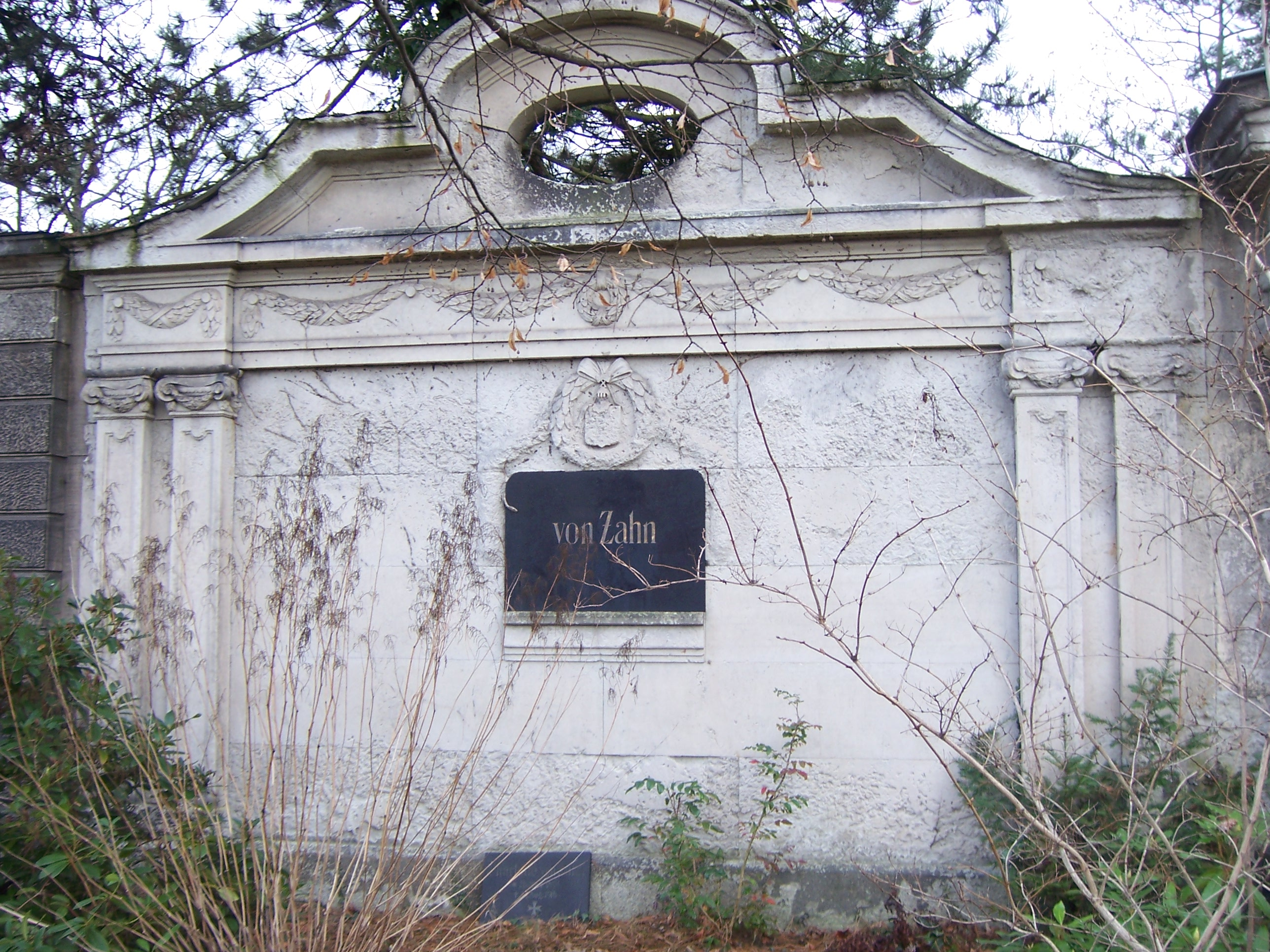
Wilhelm von Zahns Grabstätte

Von Zahn war mit der aus Sankt Petersburg stammenden Luise Katharina Hemilian (1845–1917), Tochter des deutschen Lithographen Gustav Hemilian, verheiratet. Ihr gemeinsamer Sohn war der spätere Jurist Karl von Zahn (1877–1944). Beigesetzt wurde von Zahn auf dem Friedhof Leipzig-Plagwitz.

## Werke
- Über die akustische Analyse der Vocalklänge. (= Programm der Thomasschule in Leipzig 1871). A. Edelmann, Leipzig 1871.
- Einige Worte zum Andenken an Hermann Hankel. In: Mathematische Annalen. 7 (1874), S. 583–590.
- Über die photometrische Vergleichung verschiedenfarbiger Lichtquellen. In: Sitzungsberichte der Naturforschenden Gesellschaft zu Leipzig. 1. Jahrgang (1874), W. Engelmann, Leipzig 1875, S. 25–29.
- Ueber die Volta'schen Fundamentalversuche. In: Sitzungsberichte der Naturforschenden Gesellschaft zu Leipzig. 6 (1875), S. 59 f.
- Über ein Spectro-Photometer. In: Sitzungsberichte der Naturforschenden Gesellschaft zu Leipzig. 5. Jahrgang (1878), W. Engelmann, Leipzig 1878.
- Spectralröhren mit longitudinaler Durchsicht. In: Annalen der Physik. 244 (1879), S. 675 (digitalisiert; PDF; 2,7 MB).
- Ueber eine als Objektiv eines Zenithfernrohrs verwendbare Combination. In: Sitzungsberichte der Naturforschenden Gesellschaft zu Leipzig. (1880), S. 24–25.
- Ueber die von Righi gefundene angebliche Abhängigkeit der elektromotorischen Kraft von dem Widerstand bei galvanischen Ketten mit schlecht leitenden Flüssigkeiten. In: Sitzungsberichte der Naturforschenden Gesellschaft zu Leipzig. 2 (1880), S. 26.
- Untersuchungen über Kontaktelektrizität. Teubner, Leipzig 1882.